# 虎岩
虎岩（英語：Tiger Rocks），是南極洲的岩石，位於南喬治亞群島，處於威利斯群島的主島以西10公里，由2座島嶼組成，海拔高度23米，該岩石由英國海外領土管轄。